# Heinz-Gerd Smolka
Heinz-Gerd Smolka (* 13. Dezember 1940; † 28. März 2019) war ein deutscher Chemiker. Er erfand bei der Henkel KGaA Anfang der 1970er Jahre mit Milan Schwuger die ersten phosphatfreien Waschmittel.
Smolka studierte Chemie an der Ludwig-Maximilians-Universität München und wurde 1969 bei Peter Paetzold promoviert, dem er nach Aachen folgte. 1969 trat er bei der Firma Henkel ein. 1978 bis 1981 leitete er die Waschmittelproduktion und baute die Zeolithproduktion auf. Danach war er in verschiedenen Positionen bei Henkel tätig, auch im Ausland (Henkel Süd-Afrika). 1992 wurde er alleiniger Geschäftsführer der Grünau Illertissen GmbH.
Die Erfindung phosphatfreier Waschmittel durch Verwendung des Ersatzstoffes Zeolith A als Ionentauscher für die Wasserenthärtung 1972 war das Ergebnis einer gezielten Suche bei Henkel, da Phosphate zur Überdüngung und dem Absterben von Seen führten. Zeolith A war mit dem Markennamen "SASIL" (für Sodium Aluminium-Silicate) verbunden und bildete die Basis für phosphatfreie Waschmittel und war damit ein wichtiger Beitrag zum Umweltschutz. 1977 kam ein erstes Produkt (Prodixan) auf den Markt, das allerdings noch einen leichten Gelbstich hatte, der bei späteren Waschmitteln beseitigt wurde. Seine Erfindung wurde als eine der 100 bedeutendsten Erfindungen nach 1945 in die Zweigstelle des Deutschen Museums in Bonn aufgenommen.
Heinz-Gerd Smolka ist Träger des Bundesverdienstkreuzes am Bande.
Ab 2002 saß Smolka als CSU-Mitglied in Stadt- und Kreisrat. Von 1994 bis 2004 war er Vorsitzender der Industrievereinigung im Kreis Neu-Ulm.